# Livade (Chorwacja)
Livade (wł. Levade) – wieś w Chorwacji, w żupanii istryjskiej, w gminie Oprtalj. W 2011 roku liczyła 190 mieszkańców.